# 氯拉洛尔
氯拉洛尔（商品名：Tobanum）是一种含氮有机氯化合物，化学式C
13H
19Cl
2NO
2，能作为β受体阻滞剂。